# Pentanchidae
Pentanchidae,  porodica morskog psa iz reda kučkova koja je nekada činila potporodicu porodice mačkovki (Scyliorhinidae)
Po nekim izvorima sastoji se od četiri roda sa 68 priznatih vrsta.

## Rodovi
1. Apristurus Garman, 1913
2. Galeus Rafinesque, 1810
3. Parmaturus Garman, 1906
4. Pentanchus Smith & Radcliffe, 1912

U porodicu su uključivani i rodovi:
1. Asymbolus Whitley, 1939
2. Bythaelurus Compagno, 1988
3. Cephalurus Bigelow & Schroeder, 1941
4. Figaro Whitley, 1928
5. Halaelurus Gill, 1862
6. Haploblepharus Garman, 1913
7. Holohalaelurus Fowler, 1934